# Euchloe falloui
Euchloe falloui é uma borboleta da família Pieridae. Ela é encontrada na Mauritânia, Argélia, Chade, Sudão, Líbia, Somália e Arábia.
A envergadura é de 29-34 mm. Os adultos estão voam de novembro a maio, geralmente em duas, mas, às vezes, em três gerações por ano.
As larvas alimentam-se de espécies Moricandia arvensis, Moricandia sinaica, Resedá muricata, Diplotaxis acris, Schouwia thebaica e Zilla spinosa.

## Subespécies
- Euchloe falloui falloui
- Euchloe falloui arábia Larsen, 1983